# Philidris
Philidris é um gênero de insetos, pertencente a família Formicidae.

## Espécies
- Philidris brunnea (Donisthorpe, 1949)
- Philidris cordata (Smith, 1859)
- Philidris cruda (Smith, 1860)
- Philidris jiugongshanensis Wang & Wu, 2007
- Philidris laevigata (Emery, 1895)
- Philidris myrmecodiae (Emery, 1887)
- Philidris nagasau (Mann, 1921)
- Philidris notiala Zhou & Zheng, 1998
- Philidris pubescens (Donisthorpe, 1949)